# Lepchana
Lepchana is een geslacht van hooiwagens uit de familie Assamiidae.
De wetenschappelijke naam Lepchana is voor het eerst geldig gepubliceerd door Roewer in 1927. 

## Soorten
Lepchana is monotypisch en omvat slechts de volgende soort:
- Lepchana spinipalpis